# Farhiya Abdi
Farhiya Abdi, född 31 maj 1992, är en professionell basketspelare. Hon spelar även för det svenska landslaget och har gjort 15 A-landskamper. 2012 blev hon draftad av Los Angeles Sparks i damligan WNBA . Abdi är 188 cm lång.

## Biografi
Farhiya Abdi föddes 1992 i Sverige. Hennes föräldrar hade emigrerat från Somalia några år tidigare. Abdi började spela basket när hon var 12 och spelade då för Söder Basket Enskede. År 2012, blev hon signad av Los Angeles Sparks. Detta gjorde henne till den tredje svenskan och den första somaliern i WNBA.
Abdis position på planen är forward. Säsongen 2018-2019 spelade hon för Galatasaray i den turkiska ligan. 

## Svenska basketlandslagen
Farhiya Abdi har varit en av Sveriges bästa ungdomslandslagsspelare genom tiderna. Hon har totalt spelat 118 landskamper för Sverige varav 15 seniorlandskamper. I juni 2019 kommer hon att spela sitt första senior-EM för Sverige.
Statistik landslag från hennes tid i landslaget:
|          | Matcher | Poäng | Snitt |
| -------- | ------- | ----- | ----- |
| U20      | 32      | 547   | 17,1  |
| U18      | 37      | 486   | 13,1  |
| U16      | 34      | 347   | 1,2   |
| Seniorer | 15      | 97    | 6,5   |
| Alla     | 118     | 1477  | 12,5  |